# وزارة الدولة للشئون الخارجية (مصر)
وزارة الدولة للشئون الخارجية المصرية هو اسم لوزارة مصرية ملغاة كان القائم عليها ذو منصب موازي لمنصب وزير الخارجية. استخدمت عدة مسميات لتلك الوزارة منها وزارة الدولة للعلاقات الثقافية الخارجية ووزارة الدولة للعلاقات الخارجية وانتهت بوزارة الدولة للشئون الخارجية حتى تم إلغائها ليصبح وزير الخارجية هو القائم بمهامها.:400

## الوزراء
- حسين خلاف (مارس 1964 - أكتوبر 1965) «وزير دولة للعلاقات الثقافية الخارجية» شغل المنصب خلال تولى محمود رياض وزارة الخارجية

- لم يُشغل منصب وزير الدولة للشئون أو العلاقات الخارجية حتى أبريل 1970 -
- محمد فائق (أبريل 1970 - أكتوبر 1970) «وزير دولة للشئون الخارجية» شغل المنصب خلال تولى محمود رياض وزارة الخارجية
- محمد حافظ إسماعيل (مارس 1971 - سبتمبر 1971) «وزير دولة للشئون الخارجية» شغل المنصب خلال تولى محمود رياض وزارة الخارجية
- محمد مراد غالب (سبتمبر 1971 - يناير 1972) «وزير دولة للشئون الخارجية» شغل المنصب خلال تولى محمود رياض وزارة الخارجية، وتولى بعدها منصب وزير الخارجية

- لم يُشغل منصب وزير الدولة للشئون الخارجية خلال فترة تولي محمد مراد غالب ومحمد حسن الزيات وزارة الخارجية -
- أحمد سميح أنور (مايو 1974 - أبريل 1975) «وزير دولة للشئون الخارجية» شغل المنصب خلال تولى إسماعيل فهمي وزارة الخارجية
- محمد محمود رياض (مايو 1975 - أكتوبر 1977) «وزير دولة للعلاقات الخارجية» شغل المنصب خلال تولى إسماعيل فهمي وزارة الخارجية
- بطرس بطرس غالي (نوفمبر 1977 - مايو 1991) «وزير دولة للشئون الخارجية» شغل المنصب خلال تولى كل من: محمد إبراهيم كامل، مصطفى خليل، كمال حسن علي، أحمد عصمت عبد المجيد وزارة الخارجية، واحتفظ بالمنصب لمدة 13 عام متواصلة ولم يخلفه فيه أحد بعد أن تولى منصب نائب رئيس الوزراء ووزير الهجرة في مايو 1991[1]:339:341